# Jacques Sternfeld

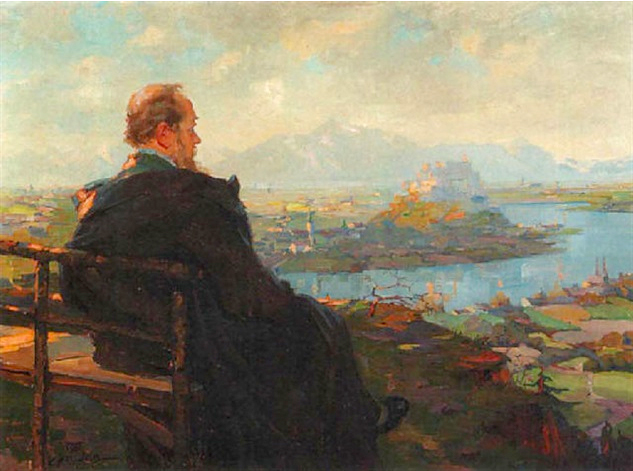
Der Maler blickt vom Gaisberg auf Salzburg

Jacques Sternfeld (auch Jakob, * 28. Januar 1874 in Wien; † 1. November 1934 ebenda) war ein österreichischer Porträt- und Genremaler.

## Leben
Sternfeld war der Sohn des Händlers Leopold Sternfeld und dessen Frau Rosa (geborene Fuchs). Nach dem Besuch der Volksbürgerschule begann er mit 14 Jahren eine Lahre als Damenschneider. Von 1892 bis 1900 studierte er an der Akademie der bildenden Künste Wien bei Siegmund L’Allemand und Kasimir Pochwalski. Das Malerstudium unterbrechend, trat er 1896 als Einjährig-Freiwilliger in das Heer und wurde 1899 in die Reserve übersetzt. Im Jahr 1904 heiratete er Katharine Anna, eine Tochter des Andreas Lorenz Barberies. 1905 wurde er Leutnant der Reserve und war von 1914 bis 1919 Hauptmann der Reserve.
Seit 1900 arbeitete Sternfeld als selbständiger Künstler und unternahm zahlreiche Studienreisen u. a. nach Bosnien, Dalmatien, Ungarn und in die Türkei. Ab 1900 war er in Wien als Porträtmaler bekannter Persönlichkeiten und Genremaler künstlerisch tätig. Er nahm auch an den Ausstellungen der Genossenschaft der bildenden Künstler Wiens (Künstlerhaus) teil, seine Aufnahme in die Genossenschaft wurde aber 1910 abgelehnt. 1913 wurde er zum Vorstand (Präsident) des Österreichischen Künstlerbundes gewählt. 1914 wurde er Gründungsmitglied des Österreichischen Werkbunds und Mitglied der Wiener Heimatkunst. Sternfeld trat 1919 in die neugegründete Kunstgemeinschaft im Glaspalast ein und wurde deren Ausschussmitglied.